# 莫斯巴赫河 (芒法尔河支流)
47°53′22″N 11°47′13″E / 47.889561°N 11.786891°E
莫斯巴赫河（德語：Moosbach），是德國的河流，位於該國東南部，由巴伐利亞負責管轄，屬於芒法爾河的支流，河道全長7.3公里，流域面積8.1平方公里，湖水來自塞哈姆湖。